# Opharus gemma
Opharus gemma là một loài bướm đêm thuộc phân họ Arctiinae, họ Erebidae.